# Malva Pudding
Malva Pudding ist eine Süßspeise in Südafrika, die evtl. einen niederländischen Ursprung hat.
Zur Vorbereitung wird ein Kuchen auf der Basis einer Rührmasse aus Mehl, Eier, Zucker, Butter, Milch und Backpulver (alternativ Natron und Essig) hergestellt. Typisch ist die Zugabe von Aprikosen-Konfitüre als geschmacksgebende Zutat. Parallel bereitet man eine Sauce aus Rahm, Zucker und Vanille zu. Mit dieser wird der fertige Kuchen kurz nach dem Ruhen in mehreren Schritten übergossen, bis er vollständig damit getränkt ist. Der Kuchen wird frisch als warmes Dessert oder erwärmt verzehrt. Verbreitet ist die Kombination mit kaltem Vanillepudding und/oder Eis.